# 黄麻起义
黄麻起义，又称黄麻暴动，是1927年11月13日在第一次国共内战中，中国共产党在湖北黄安（今红安）、麻城两县领导三万余名农民自卫军和义勇军举行的武装起义，成立了黄安农民政府。领导这次起义的有中共湖北省委的潘忠汝、符向一、吴光浩、戴季英、曹学楷、戴克敏、吴焕先、潘忠汝及刘文蔚等人。
黄麻起义中建立的政权和军队，为后来中共创建鄂豫皖革命根据地和红四方面军起了先导作用。